# Anaprof 1992
La ANAPROF 1992 fue el quinto torneo organizado de la Asociación Nacional Pro Fútbol, donde se coronó campeón el Club Deportivo Plaza Amador.

## Cambios del ANAPROF 1992
- La ANAPROF aumenta de 8 a 10 equipos.
- El Independiente Santa Fe cambia su nombre a Atlético Santa Fe.
- El Deportivo La Previsora vendió su cupo al San Francisco Fútbol Club.

## Equipos participantes de la ANAPROF 1992
| Equipo                            |
| --------------------------------- |
| Alianza FC                        |
| AFC Euro Kickers                  |
| Atlético Santa Fe (Ind. Sta Fe)   |
| CD Pan de Azúcar                  |
| CD Plaza Amador                   |
| Panamá Viejo FC                   |
| San Francisco FC (Dep. Previsora) |
| Río Mar                           |
| Sporting de Colón                 |
| Tauro FC                          |

## Estadísticas generales
- Campeón: CD Plaza Amador.
- Subcampeón: Sporting de Colón.
- Campeón Goleador:  José Ardines / AFC Euro Kickers, 20 goles.
- Jugador Más Valioso:   Agustín Castillo/ San Francisco FC.

| ANAPROF 1992:               |
| --------------------------- |
| CD Plaza Amador 3.er Título |